# Freeman on the land

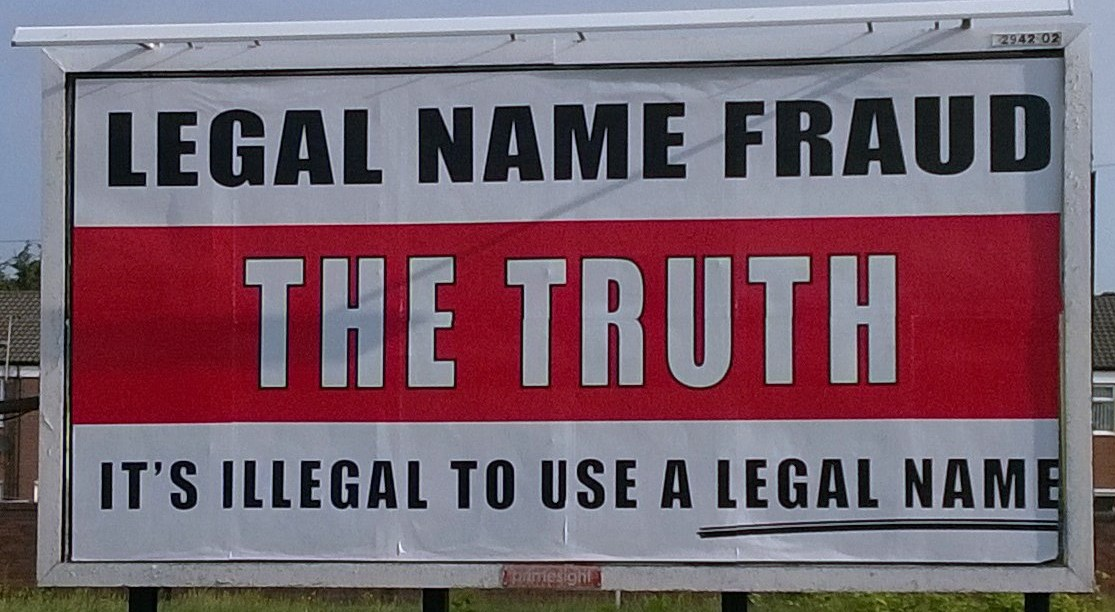
Pancarte "Legal Name Fraud"

Le mouvement Freeman on the land (littéralement « homme libre sur la terre »), au pluriel Freemen,, est un ensemble d'individus qui ne se considèrent liés par les lois étatiques que s'ils y ont consenti. Il s'agit d'un mouvement d'origine canadienne qui constitue une variante de celui, américain, des « Citoyens souverains » (sovereign citizens) dans les pays du Commonwealth. Les deux mouvements ont de nombreuses idées en commun et sont parfois confondus, mais les Freemen on the land ont tendance à être plus à gauche que les citoyens souverains dont ils adaptent l'idéologie pour un public « alternatif » et altermondialiste, avec parfois des nuances New Age.
Ils croient donc qu'ils peuvent  se déclarer indépendants du gouvernement et de l'État de droit en estimant que la seule « vraie » loi est leur propre interprétation de la « common law ». Cette croyance, qui relève de la théorie du complot,, est présente dans certains pays de langue anglaise : le Royaume-Uni, l'Irlande, le Canada, l'Australie, et la Nouvelle-Zélande.
Le mouvement des Freemen on the land est apparu au Canada comme un prolongement d'un précédent mouvement, celui des "Detaxer". Eldon Warman, un Canadien ayant découvert l'idéologie des citoyens souverains alors qu'il résidait aux États-Unis, a importé leurs concepts pseudo-juridiques au Canada vers la fin des années 1990. Warman diffusait ses idées via le site "Detax Canada" pour nier la légitimité des impôts et du code de la route. Il a ensuite été émulé par d'autres "gourous", Russell Porisky et David Kevin Lindsay.  Le mouvement des "Detaxer" a décliné du fait de ses échecs persistants devant les tribunaux. Lindsay a été débouté en 2010 par la Cour suprême de la Colombie-Britannique dans sa procédure qui visait à le faire reconnaître comme exempt d'impôts. Porisky, qui animait des séminaires pour enseigner aux Canadiens comment ne pas payer leurs impôts, a été condamné en 2016 à de la prison ferme pour fraude fiscale,.
Le mouvement Freeman on the land proprement dit est né dans le courant des années 2000 sous l'impulsion d'un unique "gourou", Robert Arthur Menard, qui s'est employé à diffuser sur Internet les théories des "Detaxer" sous une forme simplifiée. Menard, qui s'était d'abord fait remarquer en participant à des forums sur le cannabis, incitait ses adeptes à s'affranchir des lois en ne payant pas d'impôts et en conduisant sans permis. Son unique contribution théorique était l'idée selon laquelle la personnalité juridique qui retient artificiellement les gens en esclavage découle de l'article 7 de la Charte canadienne des droits et libertés,. Menard a par la suite inspiré d'autres idéologues, comme Dean Clifford et John Spirit. Clifford se distinguait en cherchant une confrontation plus radicale avec les autorités, et Spirit en ayant une réflexion juridique plus élaborée,. 
L'idéologie Freemen on the land s'est progressivement étendue à autres pays du Commonwealth. Les Freemen on the land ont connu leur apogée au Canada entre la fin des années 2000 et le début des années 2010: ils ont à l'époque provoqué de nombreux troubles à l'ordre public au Canada et connu des incidents répétés avec les forces de l'ordre. Ils n'ont cependant jamais eu gain de cause devant les tribunaux, ce qui a entraîné le déclin du mouvement. Cependant, les théories du complot pseudo-juridiques ont continué de faire des émules et ont connu une résurgence, au Canada comme ailleurs, lors de la pandémie de COVID-19,. 